# Schweizerisches Institut für Experimentelle Krebsforschung
Das Schweizerische Institut für experimentelle Krebsforschung (Institut suisse de recherche expérimentale sur le cancer, kurz ISREC) wurde am 18. Juni 1964 in Form einer Stiftung gegründet. Sie hat ihren Sitz im waadtländischen Epalinges.
Seit dem 1. Januar 2008 erfolgt der Auftritt des ISREC zweigeteilt:
- Die ISREC Stiftung mit dem Auftrag, translationelle Krebsforschungsprojekte und den wissenschaftlichen Nachwuchs zu unterstützen.
- Das Institut ISREC an der EPFL mit Forschungsprojekten, welche sich mit grundlegenden Fragen zur Krebsentstehung befassen.

## Geschichte
Die Ursprünge sind im Westschweizer Anti-Krebs-Zentrum (Centre Anti-Cancéreux Romand des Cantons de Fribourg, Neuchâtel, Valais et Vaud, kurz CACR) zu suchen, das 1924 in Lausanne gegründet wurde. Anfänglich bestand es hauptsächlich aus drei Abteilungen: einer anatomisch-pathologischen Abteilung (Service d'anatomie pathologie), einer Abteilung für experimentelle Forschung (Service des recherches expérimentales) sowie einem therapeutischen Dienst (Service thérapeutique). Die Berufung von Alfredo Vannotti (1907–2002) zum Leiter der Abteilung für experimentelle Forschung im Jahr 1947 sowie die Anstellung von Serge Neukomm (* 1917) ein Jahr später führten zu einem starken Ausbau der experimentellen Forschung. Dennoch wurde in den 1950er Jahren der therapeutische Dienst als medizinisch-sozialer Dienst (Service médico-social) weiter betrieben. Als ab 1957 jedoch in verschiedenen dem CACR zugehörigen Kantonen kantonale Sektionen der Krebsliga Schweiz gegründet wurden, übertrug das CACR diesen seine medizinisch-sozialen Tätigkeiten. Fortan beschränkte es sich auf die experimentelle Krebsforschung. Unter der Leitung von Rodolphe Stadler (Präsident seit 1951) und Henri Isliker (Direktor) wurde das ISREC am 18. Juni 1964 als schweizerische Stiftung ins Leben gerufen.
Anfänglich befand sich das ISREC in unmittelbarer Nähe zum Kantonsspital (Hôpital cantonal) beziehungsweise, später, zum Centre Hospitalier Universitaire et Vaudois (CHUV). Weil das ISREC stetig wuchs und am Anfang der 1970er Jahre eine Zusammenarbeit mit verschiedenen anderen Forschungseinrichtungen, vor allem dem Ludwig Institut für Krebsforschung, der Weltgesundheitsorganisation (WHO) und dem Institut für Biochemie der Universität Lausanne eingegangen wurde, erwiesen sich die bestehenden Räumlichkeiten bald als zu klein. Deshalb erbaute das ISREC in Epalinges ein neues Forschungszentrum und bezog dieses im Herbst 1976. Im Jahr 1978 übergab Henri Isliker die Leitung des ISREC an Bernhard Hirt, welcher die Forschungseinrichtung während 18 Jahren leitete. Im Jahre 1996 wurde die Direktion an Michel Aguet übertragen. Im Jahre 2008 wurde das Institut in die Fakultät für Lebenswissenschaften der EPFL eingegliedert, und das Institut wird seit 2009 in einem neuen Gebäude der EPFL von Douglas Hanahan geleitet.
Unabhängig von diesen Veränderungen führt die ISREC Stiftung (Präsident Yves J. Paternot) ihre Bestrebungen weiter, finanzielle Unterstützung bereitzustellen, um Projekte in der Krebsforschung zu fördern, die ein breites Innovationspotential sowohl in diagnostischer als auch in therapeutischer Hinsicht aufweisen.

## Forschung (Schwerpunkte)
Die Forschungsaktivitäten des Schweizerischen Instituts für Experimentelle Krebsforschung – als unabhängiges Institut – haben sich während mehr als 40 Jahren auf die Grundlagenforschung der Krebsentstehung konzentriert. Seit der Eingliederung der Forschungsgruppen des Instituts in die EPFL – Fakultät für Lebenswissenschaften am 1. Januar 2008 und die Teilerneuerung des wissenschaftlichen Personals konzentriert sich die Forschung am Institut im Wesentlichen auf Themen wie die Stabilität des Genoms, die Teilung, Vermehrung und Differenzierung von Zellen, sowie die Rolle von Signalwegen in der Tumorentstehung und Tumorprogression.

## Publikationen
Seit 1964 führte die Forschungstätigkeit am ISREC zur Publikation von mehr als 2'000 wissenschaftlichen Artikeln und unter diesen waren zahlreiche Veröffentlichungen in Cell, Nature, Science und spezialisierte Zeitschriften von Nature.

## Auszeichnungen (Auswahl)
Die Forschungsarbeit wurde mit vielen verschiedenen Preisen ausgezeichnet. Preisträger waren u. a.:
- Marcel-Benoist-Preis:

1976: Jean-Charles Cerottini / Theodor K. Brunner
1995: Henri Isliker
- Friedrich-Miescher-Preis:

1976: Heidi Diggelmann
1982: Otto Hagenbüchle / Ueli Schibler
1992: Erich Nigg
1994: Susan Gasser
1998: Bruno Amati
2002: Joachim Lingner